# 何遜
何 遜（か そん、467年? - 519年）は、南朝斉から梁にかけての文学者。字は仲言。本貫は東海郡郯県。曾祖父は何承天。祖父は何翼。父は何詢。

## 生涯
幼少より文才に優れ、8歳で詩を作り、20歳の時、州から秀才に選ばれた。斉の永明年間に、当時の文壇の重鎮であった范雲に文才を認められ、年齢を超えた交際を結ぶ。
梁が建国されると、起家して奉朝請となる。その後は地方に駐屯する皇族の幕僚を歴任する。一時期、尚書水部郎として中央の官職を兼務し（後世、彼が「何水部」と呼ばれるのはこのことによる）、武帝の弟の建安王蕭偉の推薦によって武帝に目通りを許されることもあったが、程なくして武帝の不興を被り、中央から退けられる。母の喪に服した後、武帝の子の廬陵王蕭続の記室参軍として江州に赴き、在任中に死去した。その葬儀は、彼のよき理解者であった蕭偉により執りおこなわれ、残された家族も彼の庇護を受けたという。

## 詩風
現存する詩は110首あまり。生涯の大半を地方の幕僚として勤めたことから、友人や同僚たちとの間の応酬・離別の詩や行旅を主題とする詩が多くを占める。その詩風は、寒門の出身者であるが故の、官途の不遇から発せられた心情表現がしばしば見られることが特徴である。その一方で、詩中における自然描写は、精巧であるとともに、豊かな抒情性をたたえており、謝朓とならび、唐詩の先駆とみなされている。
何遜の詩は当時からすでに高い評価を受けており、前述の范雲・蕭偉のほか、沈約による「一日三復、猶ほ已む能はず」や、梁の元帝による「詩多くして能なる者は沈約、少なくして能なる者は謝朓・何遜」などの賞賛が記録されている。さらに唐の詩人の杜甫も「頗る陰（陰鏗）何（何遜）の苦（はなは）だ心を用ふを学ぶ」（「悶を解く十二首」其の七）とあるように、彼の詩に対する敬意を表明している。

## 著名な作品
| 相送       |                          |
| 原文       | 書き下し文               |
| 客心已百念 | 客心 已に百念            |
| 孤遊重千里 | 孤遊 重ねて千里          |
| 江暗雨欲來 | 江暗くして雨来らんと欲し |
| 浪白風初起 | 浪白くして風初めて起つ   |

## 伝記資料
- 『梁書』巻49 列伝第43
- 『南史』巻33 列伝第23